# Правителство на Тодор Иванчов 1
Първото правителство на Тодор Иванчов е деветнадесето правителство на Княжество България, назначено с Указ № 11 от 1 октомври 1899 г. на княз Фердинанд Сакскобургготски, след разрива между либералите и народнолибералите и оставката на кабинета Греков. Управлява страната до 27 ноември 1900 г., след което е наследено от второто правителство на Тодор Ивнчов.

## Политика

### 1899 – 1900
Правителството на Иванчов се опитва да разреши финансовата криза в България като намали публичните разходи за сметка на удръжки от пенсии и заплати и като увеличи приходите чрез натурален десятък върху земеделците. След няколко години на неурожай, въвеждането на десятъка предизвиква масови бунтове, потушени жестоко от Радославов.
Убийството на журналиста Стефан Михайляну в Букурещ от македонски революционер води до остър дипломатически конфликт с Румъния през лятото на 1900 година, а четническата дейност на Върховния македоно-одрински комитет в Македония засилва враждебността на Османската империя и останалите балкански съседи срещу България и на Русия и русофилските партии в Народното събрание срещу режима на либералите в София.

### 1901, разпускане на правителството
Правителството на Иванчов и Радославов е непопулярно, тъй като допуска големи злоупотреби, използва насилнически методи и ограничава свободата на словото, сдруженията и местното самоуправление. Иванчов подава оставка през ноември 1900 година след разногласия в кабинета относно използването на армията срещу бунтуващите се селяни, но продължава да управлява начело на безпартиен служебен кабинет до началото на 1901 година. Впоследствие той, Радославов и още един от министрите в първия му кабинет – Димитър Тончев, са осъдени от Държавен съд на затвор за корупция и нарушение на конституцията.

## Съставяне
Част от новите министри, включително и министър-председателят, са безпартийни, а останалите са от Либералната партия, която осигурява парламентарната подкрепа за новия кабинет. Лидерът на либералите, Васил Радославов, запазва поста си начело на министерството на вътрешните работи и, до голяма степен, фактическата власт (поради това управлението на Греков и Иванчов се нарича „Радославистки режим“).

### Кабинет
Сформира се от следните 8 министри и един председател:
| министерство                          | име | име              | партия                          |
| ------------------------------------- | --- | ---------------- | ------------------------------- |
| председател на Министерския съвет     |     | Тодор Иванчов    | безпартиен                      |
| вътрешни работи                       |     | Васил Радославов | Либерална партия (радослависти) |
| външни работи и изповедания           |     | Тодор Иванчов    | безпартиен                      |
| народно просвещение                   |     | Димитър Вачов    | Либерална партия (радослависти) |
| финанси                               |     | Михаил Тенев     | безпартиен                      |
| правосъдие                            |     | Петър Пешев      | Либерална партия (радослависти) |
| военен                                |     | Стефан Паприков  | военен                          |
| търговия и земеделие                  |     | Григор Начович   | безпартиен                      |
| обществени сгради, пътища и съобщения |     | Димитър Тончев   | Либерална партия (радослависти) |

### Промени в кабинета

#### от 8 септември 1900
| министерство         | име | име         | партия     |
| -------------------- | --- | ----------- | ---------- |
| търговия и земеделие |     | Йов Титоров | безпартиен |

## Събития

### 1900
- 2 януари 1900 – сключен е заем с немско-френския банков синдикат за рефинансиране на дълга[2]
- 15 януари 1900 – приет е закон за замяна на поземления данък с натурален десятък[2]
- април–май 1900 – селски бунтове в Тръстеник (Русенско) и Дуранкулак (Добричко) срещу десятъка; правителството въвежда военно положение в Североизточна България[2]
- 22 юли 1900 – начало на аферата Михайляну; убийството на Михайляну е последвано от румънски ултиматум за арестуване на лидерите на ВМОК, отхвърлен от софийските власти, и от военни демонстрации на двете страни[2]
- 22 ноември (5 декември по нов стил) 1900 – Правителството подава оставка след конфликт между министрите на вътрешните работи Васил Радославов и на войната Стефан Паприков.[5] Пет дни по-късно е съставен втори кабинет начело с Иванчов.[6]